# Plutonia solemi
Plutonia solemi is een slakkensoort uit de familie van de Vitrinidae. De wetenschappelijke naam van de soort is voor het eerst geldig gepubliceerd in 2001 door Ibanez & Alonso.